# بروگن (آلمان)
بروگن (به آلمانی: Brüggen) یک شهر و شهرک در آلمان است که در Viersen واقع شده‌است. بروگن ۱۶٬۰۵۸ نفر جمعیت دارد.